# Coma d'Estany
La Coma d'Estany és una coma pertanyent als termes municipals de Sarroca de Bellera i de Senterada, del Pallars Jussà.
Està situada al nord de la Vall de Bellera, just enfront del Mas de Rossell. És al sud de les Bordes de la Bastida, i del poble abandonat de la Bastida de Bellera.
És a les Costes de la Bastida, i el seu extrem septentrional és just dessota de la Borda de Mateu, de les Bordes de la Bastida.